# Andrei Xepkin
Andrei Xepkin Xepkina (Zaporizhia, 1 de maio de 1965) é um ex-handebolista profissional espanhol, nascido na Ucrânia, medalhista olímpico.